# Carga de Pickett

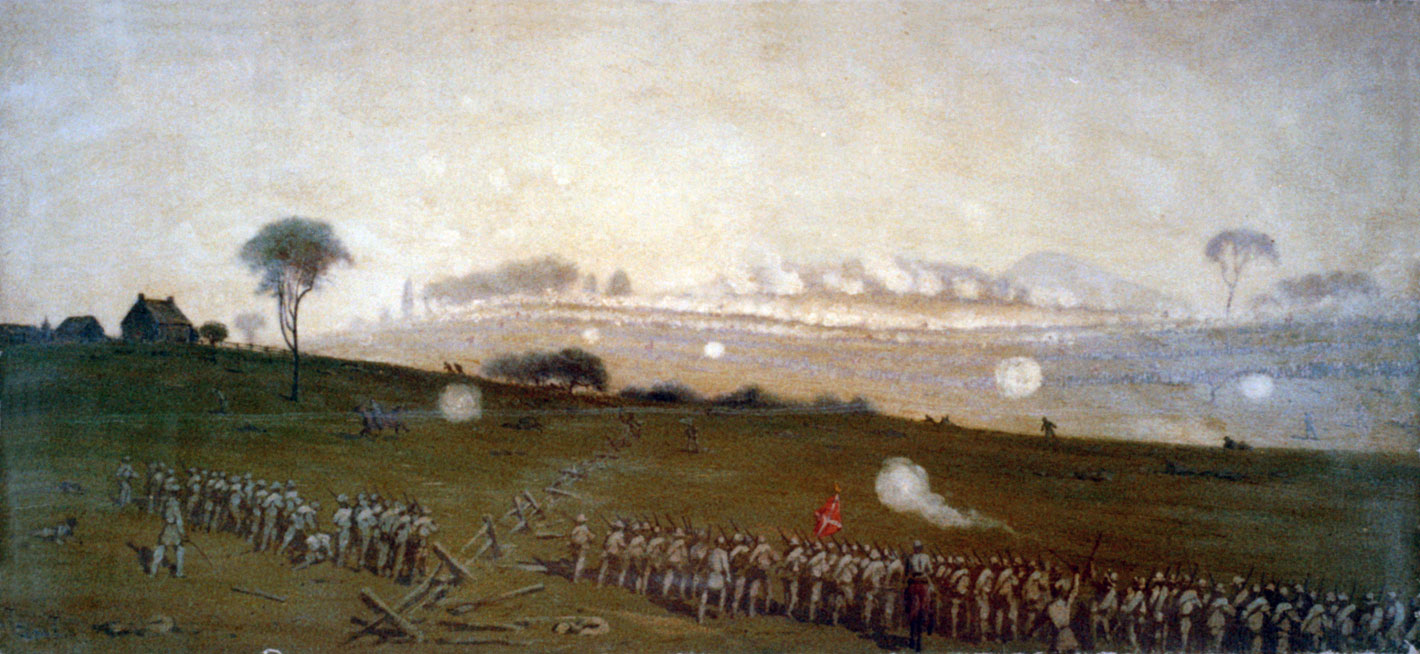
Carga de Pickett desde una posición en la línea confederada mirando hacia las líneas de la Unión, Ziegler's Grove a la izquierda, grupo de árboles a la derecha, pintura de Edwin Forbes

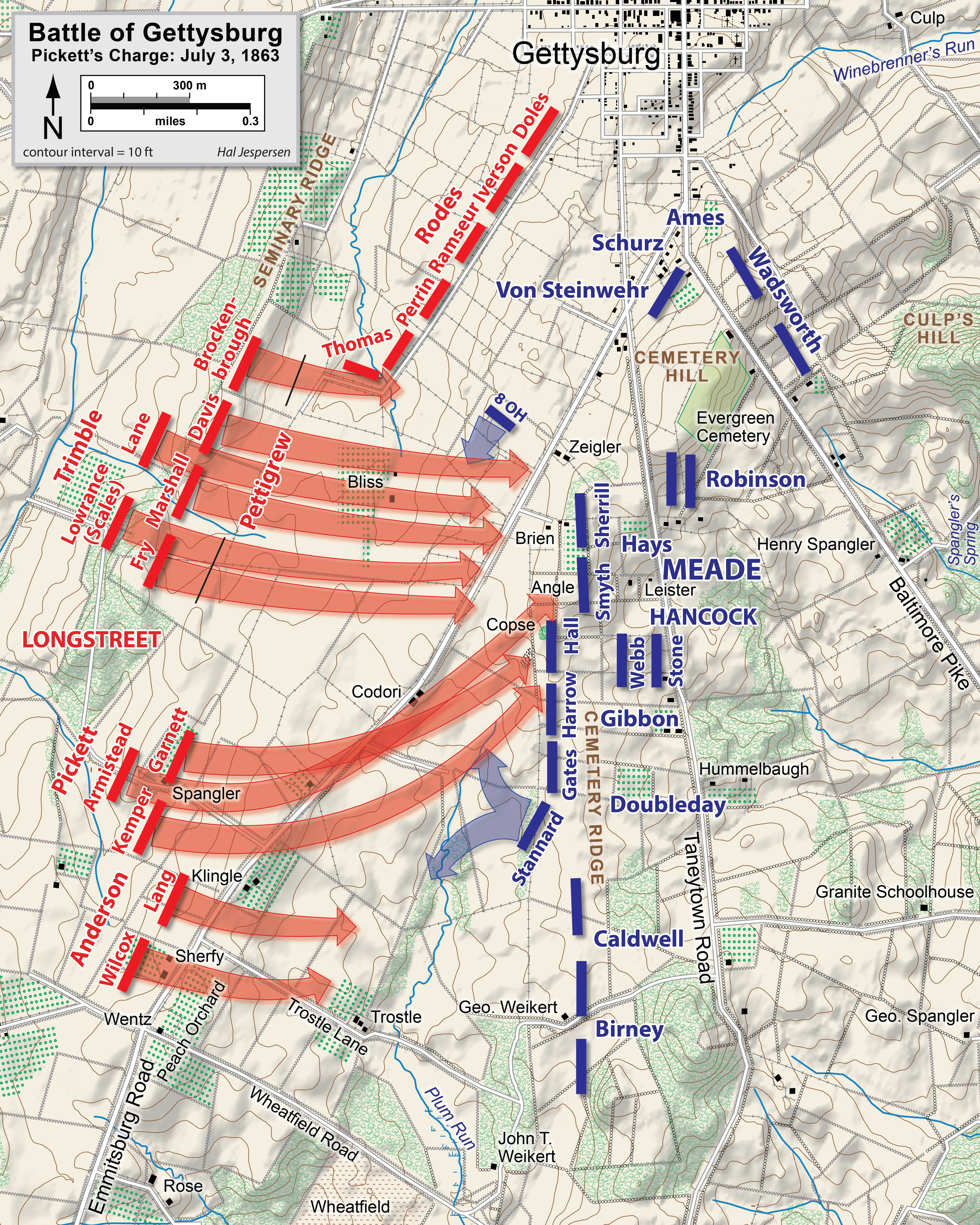
Carga de Pickett. 3 de julio de 1863
Confederados
Unión

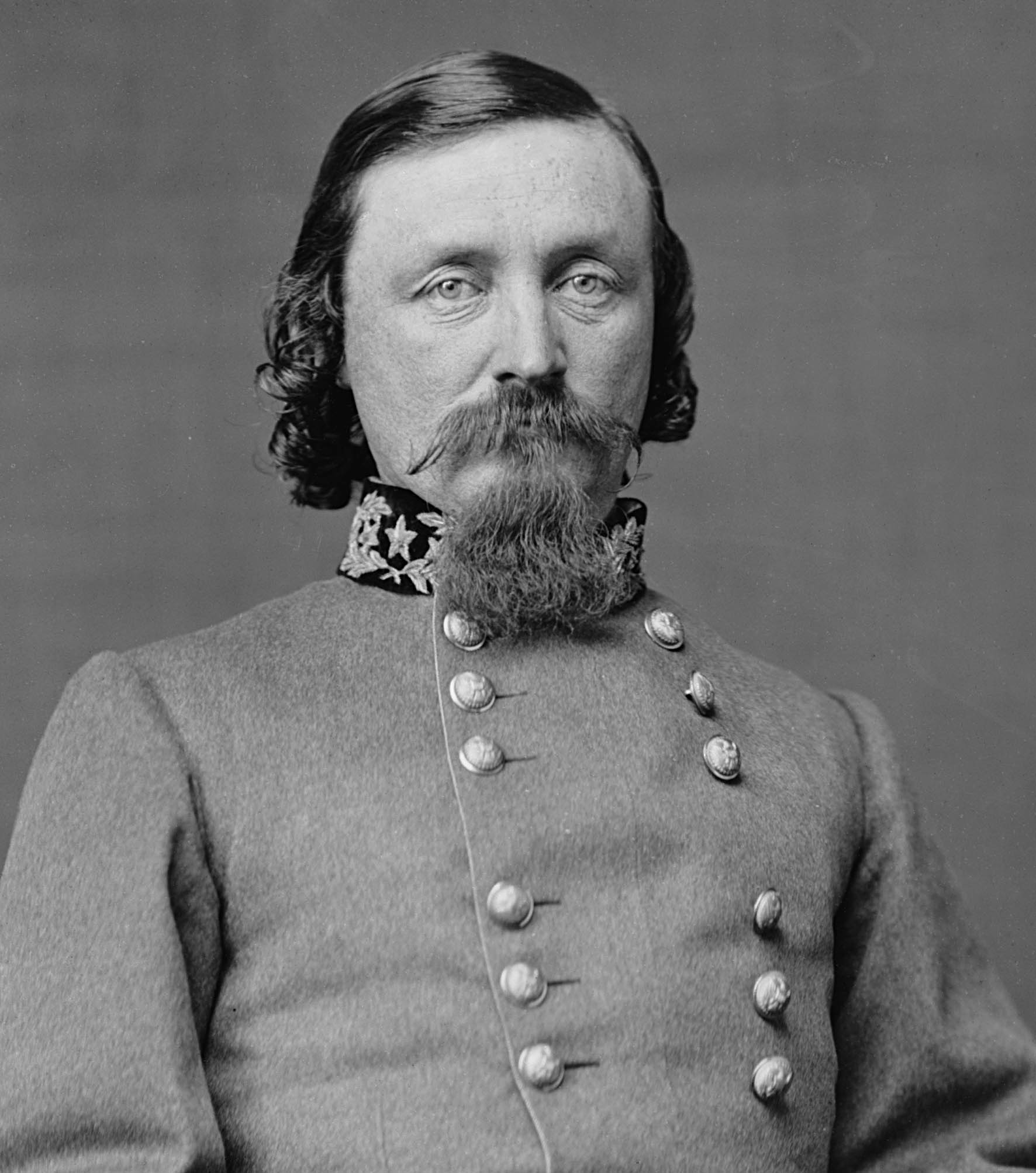
Mayor general George Pickett, CSA

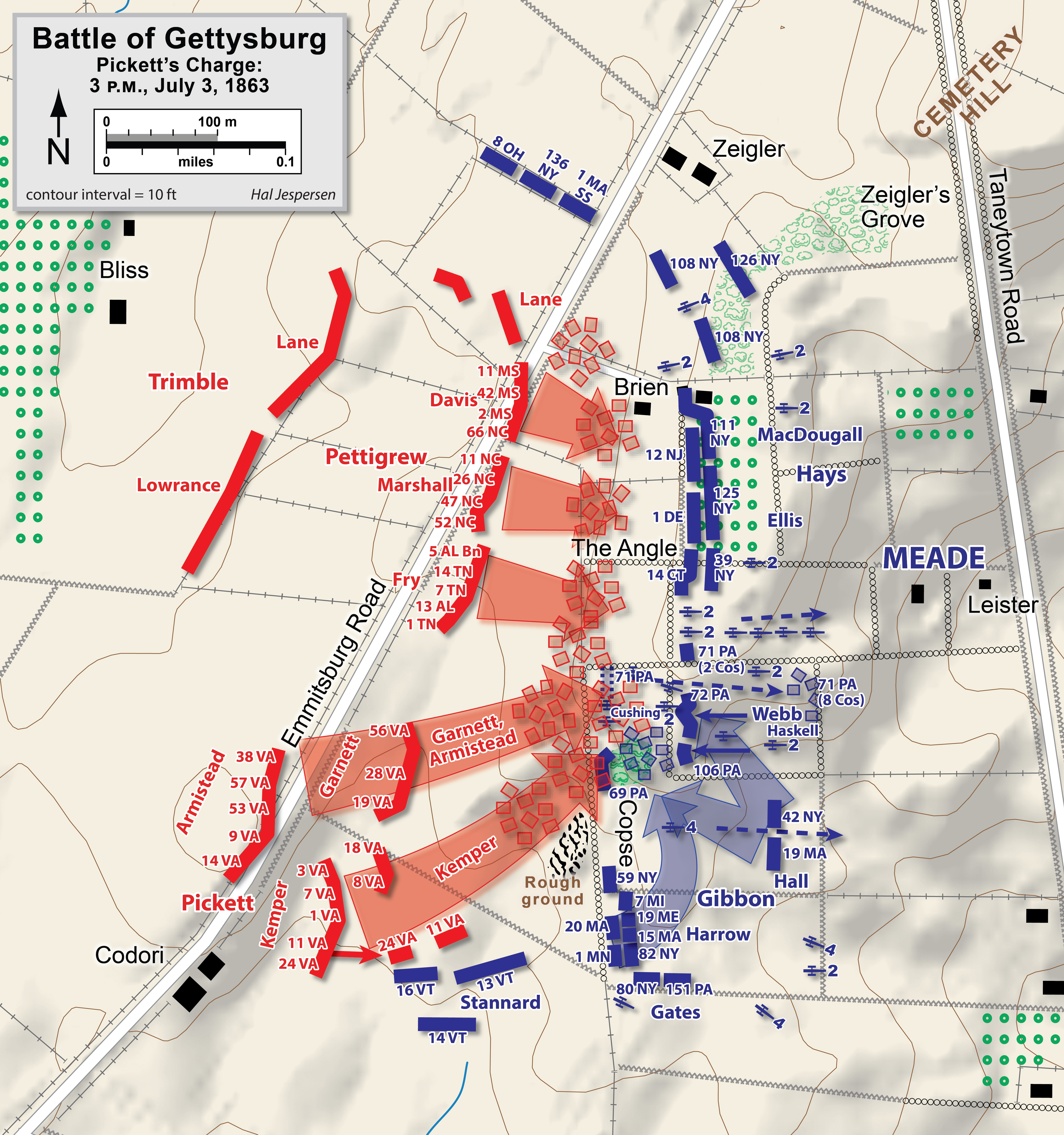
Carga de Pickett (detalle). 3 de julio de 1863
Confederados
Unión

La Carga de Pickett fue un asalto de infantería ordenado por el general confederado Robert E. Lee contra las posiciones de la Unión del mayor general George G. Meade el 3 de julio de 1863, el último día de la batalla de Gettysburg en el estado de Pensilvania durante la guerra civil estadounidense.
Su inutilidad fue predicha por el comandante de la carga, el teniente general James Longstreet, y podría decirse que fue un error evitable del que el esfuerzo bélico del Sur nunca se recuperó del todo ni militar ni psicológicamente. El punto más lejano alcanzado por el ataque ha sido calificado como la marca de agua más alta de la Confederación. La carga lleva el nombre del mayor general George Pickett, uno de los tres generales confederados que dirigieron el asalto bajo el mando de Longstreet.
La Carga de Pickett formaba parte del "plan general" de Lee para tomar Cemetery Ridge y la red de caminos que confluían allí. Su secretario militar, Armistead Lindsay Long, describió el pensamiento de Lee:

Había... un punto débil... donde [Cemetery Ridge], inclinado hacia el oeste, formaba la depresión por la que pasa la carretera de Emmitsburg. Percibiendo que forzando las líneas federales en ese punto y girando hacia Cemetery Hill [la División de Hays] sería tomada por el flanco y el resto sería neutralizado. ... Lee determinó atacar en ese punto, y la ejecución fue asignada a Longstreet.

En la noche del 2 de julio, Meade predijo correctamente al general Gibbon, tras un consejo de guerra, que Lee atacaría el centro de sus líneas a la mañana siguiente.
El asalto de la infantería fue precedido por un bombardeo masivo de artillería que pretendía ablandar la defensa de la Unión y silenciar su artillería, pero fue en gran medida ineficaz. Aproximadamente 12 500 hombres de nueve brigadas de infantería avanzaron por campos abiertos durante tres cuartos de milla (unos 1200 m) bajo un intenso fuego de artillería y fusilería de la Unión. Aunque algunos confederados fueron capaces de abrir una brecha en el bajo muro de piedra que protegía a muchos de los defensores de la Unión, no pudieron mantener su dominio y fueron rechazados con más del 50% de bajas, una derrota decisiva que puso fin a la batalla de tres días y a la campaña de Lee en Pensilvania. Años más tarde, cuando le preguntaron por qué había fracasado su carga en Gettysburg, Pickett contestó: "Siempre he pensado que los yanquis tuvieron algo que ver".

## Planes y estructuras de mando
La Carga de Pickett fue planeada por tres divisiones confederadas, comandadas por el mayor general George Pickett, el brigadier general J. Johnston Pettigrew, y el mayor general Isaac R. Trimble, formadas por tropas del primer cuerpo del teniente general James Longstreet y del tercer cuerpo del teniente general A. P. Hill. Pettigrew comandaba brigadas de la antigua división del teniente general Henry Heth, bajo el mando del coronel Birkett D. Fry, el coronel James K. Marshall, el brigadier general Joseph R. Davis y el coronel John M. Brockenbrough. Trimble, al mando de la división del mayor general Dorsey Pender, tenía las brigadas de los generales de brigada Alfred M. Scales (comandada temporalmente por el coronel William Lee J. Lowrance) y James H. Lane. Dos brigadas de la división del mayor general Richard H. Anderson (cuerpo de Hill) debían apoyar el ataque por el flanco derecho: El general de brigada Cadmus M. Wilcox y el coronel David Lang.
El objetivo del asalto confederado era el centro del II Cuerpo del Ejército del Potomac de la Unión, comandado por el mayor general Winfield S. Hancock. Directamente en el centro estaba la división del general de brigada John Gibbon con las brigadas del general de brigada William Harrow, el coronel Norman J. Hall y el general de brigada Alexander S. Webb. (La noche del 2 de julio, Meade predijo correctamente a Gibbon en un consejo de guerra que Lee intentaría un ataque en el sector de Gibbon a la mañana siguiente). Al norte de esta posición estaban las brigadas de la división del general de brigada Alexander Hays, y al sur estaba la división del I Cuerpo del general de división Abner Doubleday, incluyendo la 2.ª Brigada de Vermont del general de brigada George J. Stannard y la 121.ª Pennsylvania bajo el mando del coronel Chapman Biddle. El cuartel general de Meade estaba justo detrás de la línea del II Cuerpo, en la pequeña casa propiedad de la viuda Lydia Leister.
El objetivo específico del asalto ha sido fuente de controversia histórica. Tradicionalmente, se ha citado el "bosquecillo de árboles" de Cemetery Ridge como el punto de referencia visual de la fuerza atacante. Tratamientos históricos como la película Gettysburg de 1993 siguen popularizando esta visión, que se originó en el trabajo del historiador del campo de batalla de Gettysburg, John B. Bachelder, en la década de 1880. Sin embargo, estudios recientes, incluyendo trabajos publicados por algunos historiadores del Parque Militar Nacional de Gettysburg, han sugerido que el objetivo de Lee era en realidad Ziegler's Grove en Cemetery Ridge, una agrupación de árboles más prominente y altamente visible a unas 300 yardas (274 m) al norte del bosquecillo.
La teoría, muy debatida, sugiere que el plan general de Lee para los ataques del segundo día (la toma de Cemetery Ridge) no había cambiado el tercer día, y los ataques del 3 de julio también tenían como objetivo asegurar la colina y la red de caminos que comandaba. El bosquecillo de árboles, actualmente un punto de referencia prominente, tenía menos de tres metros de altura en 1863, y sólo era visible para una parte de las columnas atacantes desde ciertas partes del campo de batalla.
Desde el principio de la planificación, las cosas se torcieron para los confederados. Mientras que la división de Pickett no había sido utilizada todavía en Gettysburg, la salud de A. P. Hill se convirtió en un problema y no participó en la selección de cuáles de sus tropas iban a ser utilizadas para la carga. Algunos de los cuerpos de Hill habían luchado ligeramente el 1 de julio y no lo hicieron en absoluto el 2. Sin embargo, las tropas que habían luchado intensamente el 1 de julio acabaron realizando la carga.
Aunque el asalto es conocido por la historia popular como la Carga de Pickett, el mando general fue dado a James Longstreet, y Pickett era uno de sus comandantes de división. Lee le dijo a Longstreet que la nueva división de Pickett debía liderar el asalto, por lo que el nombre es apropiado, aunque algunos historiadores recientes han utilizado el nombre de Asalto de Pickett-Pettigrew-Trimble (o, menos frecuentemente, Asalto de Longstreet) para distribuir más justamente el crédito (o la culpa). Con Hill marginado, las divisiones de Pettigrew y Trimble fueron delegadas también a la autoridad de Longstreet. Así, el nombre de Pickett se ha prestado a un cargo en el que comandó 3 de las 11 brigadas mientras estaba bajo la supervisión de su comandante de cuerpo en todo momento.
Los hombres de Pickett eran casi exclusivamente de Virginia, y las otras divisiones estaban formadas por tropas de Carolina del Norte, Misisipi, Alabama y Tennessee. Las tropas de apoyo al mando de Wilcox y Lang eran de Alabama y Florida.
Junto con el asalto de infantería, Lee planeó una acción de caballería en la retaguardia de la Unión. El mayor general J. E. B. Stuart dirigió su división de caballería hacia el este, preparada para explotar el esperado avance de Lee atacando la retaguardia de la Unión y desbaratando su línea de comunicaciones (y su retirada) a lo largo del Baltimore Pike.
A pesar de la esperanza de Lee de empezar pronto, se tardó toda la mañana en organizar la fuerza de asalto de infantería. Ni el cuartel general de Lee ni el de Longstreet enviaron órdenes a Pickett para que su división estuviera en el campo de batalla a la luz del día. El historiador Jeffrey D. Wert culpa de este descuido a Longstreet, describiéndolo como un malentendido de la orden verbal de Lee o un error. Algunas de las muchas críticas a la actuación de Longstreet en Gettysburg por parte de los autores de la Causa Perdida posteriores a la guerra citan este fracaso como prueba de que Longstreet socavó deliberadamente el plan de Lee para la batalla.
Mientras tanto, en el extremo derecho de la línea de la Unión, se libró una batalla de siete horas por el control de Culp's Hill. La intención de Lee era sincronizar su ofensiva a través del campo de batalla, evitando que Meade concentrara su fuerza numéricamente superior, pero los asaltos estaban mal coordinados y los ataques del mayor general Edward "Allegheny" Johnson contra Culp's Hill se agotaron justo cuando comenzó el cañoneo de Longstreet.

## Aluvión de artillería

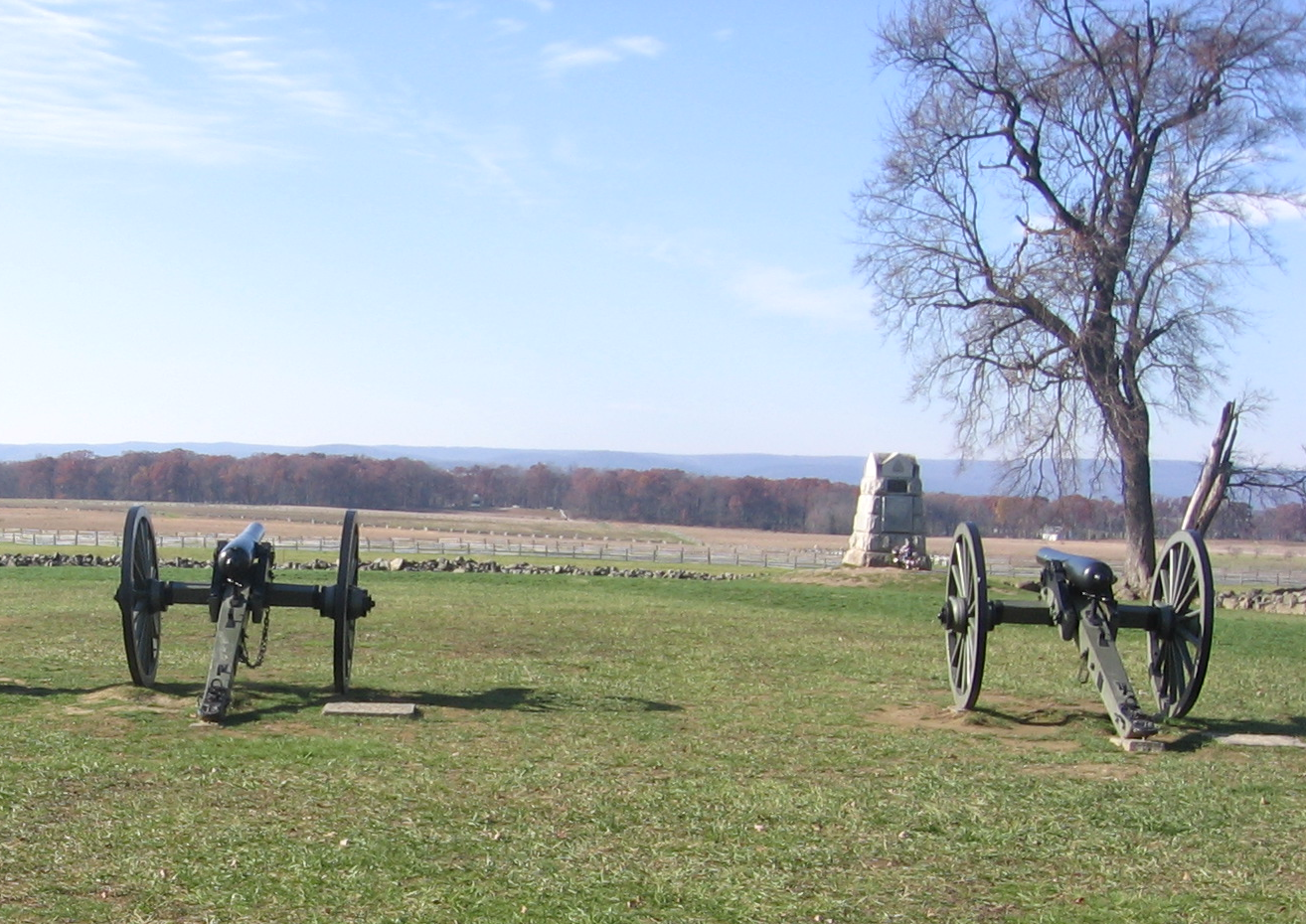
Cañones representando las defensas de Hancock, asaltados por la Carga de Pickett

La carga de la infantería fue precedida por lo que Lee esperaba que fuera un poderoso y bien concentrado cañoneo del centro de la Unión, destruyendo las baterías de artillería de la Unión que pudieran derrotar el asalto y desmoralizando a la infantería de la Unión. Pero una combinación de liderazgo inepto de la artillería y equipo defectuoso condenó el bombardeo desde el principio. El jefe de artillería del cuerpo de Longstreet, el coronel Edward Porter Alexander, tenía el mando efectivo del campo; el jefe de artillería de Lee, el general de brigada William N. Pendleton, desempeñó un papel escaso, salvo el de obstaculizar la colocación efectiva de la artillería de los otros dos cuerpos. Así pues, a pesar de los esfuerzos de Alexander, no hubo suficiente concentración de fuego confederado sobre el objetivo.
El bombardeo del 3 de julio fue probablemente el mayor de la guerra, con cientos de cañones de ambos bandos disparando a lo largo de las líneas durante una o dos horas, comenzando alrededor de la 1 p. m. Los cañones confederados eran entre 150 y 170 y disparaban desde una línea de más de dos millas (3 km) de largo, comenzando en el sur en el Peach Orchard y corriendo aproximadamente paralelo a la carretera de Emmitsburg. El general de brigada confederado Evander M. Law escribió: "El cañoneo en el centro... presentaba una de las más magníficas escenas de batalla presenciadas durante la guerra. Mirando hacia el valle en dirección a Gettysburg, las colinas de ambos lados estaban cubiertas con coronas de llamas y humo, mientras 300 cañones, divididos casi por igual entre las dos crestas, vomitaban su granizo de hierro unos sobre otros".
A pesar de su ferocidad, el fuego fue en su mayoría ineficaz. Los proyectiles confederados a menudo sobrepasaban las líneas de frente de la infantería -en algunos casos debido a que las mechas de los proyectiles eran inferiores y retrasaban la detonación- y el humo que cubría el campo de batalla ocultaba este hecho a los artilleros. El jefe de artillería de la Unión, el general de brigada Henry J. Hunt, sólo disponía de unos 80 cañones para realizar el fuego de contrabatería; las características geográficas de la línea de la Unión limitaban las zonas de emplazamiento efectivo de los cañones. También ordenó que cesaran los disparos para conservar la munición, pero para engañar a Alexander, Hunt ordenó a sus cañones que cesaran el fuego lentamente para crear la ilusión de que estaban siendo destruidos uno a uno. Para cuando todos los cañones de Hunt dejaron de disparar, y todavía cegado por el humo de la batalla, Alexander cayó en el engaño de Hunt y creyó que muchas de las baterías de la Unión habían sido destruidas. Hunt tuvo que resistir los fuertes argumentos de Hancock, que exigió el fuego de la Unión para levantar el ánimo de los soldados de infantería inmovilizados por el bombardeo de Alexander. Incluso Meade se vio afectado por la artillería: la casa de Leister fue víctima de frecuentes disparos, y tuvo que evacuar con su personal a Powers Hill.

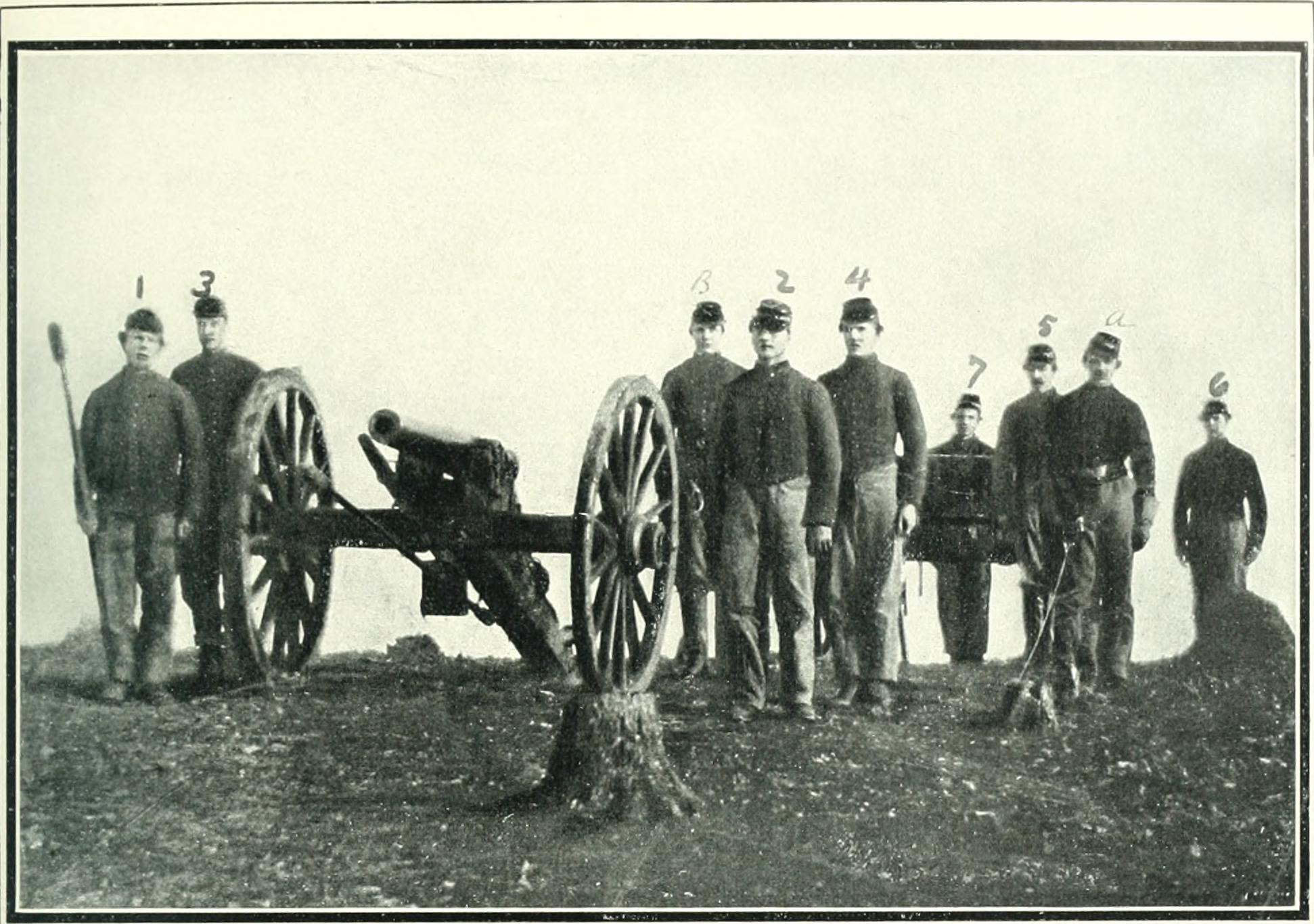
"Un cañón y artilleros que rechazaron la Carga de Pickett" (de The Photographic History of the Civil War). Esta era la 1.ª Batería de Artillería de Nueva York de Andrew Cowan.

El día era caluroso, 31 °C (87 °F) según un relato, y húmedo, y los confederados sufrieron bajo el sol y el fuego de contrabatería de la Unión mientras esperaban la orden de avanzar. Cuando los artilleros de la Unión se excedían en sus objetivos, a menudo impactaban en la infantería que esperaba en los bosques de Seminary Ridge o en las depresiones poco profundas justo detrás de los cañones de Alexander, causando importantes bajas antes de que comenzara la carga.
Longstreet se opuso a la carga desde el principio, convencido de que fracasaría (lo que finalmente resultó ser cierto), y tenía su propio plan que hubiera preferido para un movimiento estratégico alrededor del flanco izquierdo de la Unión. En sus memorias, recuerda haberle dicho a Lee:

General, he sido un soldado toda mi vida. He estado con soldados involucrados en combate por parejas, por escuadrones, compañías, regimientos, divisiones y ejércitos, y debería saber, tan bien como cualquiera, lo que los soldados pueden hacer. En mi opinión, no hay quince mil hombres que se preparen para la batalla que puedan tomar esa posición.

Longstreet quiso evitar ordenar personalmente la carga intentando pasar el testigo al joven coronel Alexander, diciéndole que debía informar a Pickett en el momento óptimo para iniciar el avance, basándose en su evaluación de que la artillería de la Unión había sido efectivamente silenciada. Aunque no tenía suficiente información para lograrlo, Alexander finalmente notificó a Pickett que se estaba quedando peligrosamente corto de munición, enviando el mensaje "Si vienen, vengan de inmediato, o no podré darles el apoyo adecuado, pero el fuego del enemigo no ha disminuido en absoluto. Al menos dieciocho cañones siguen disparando desde el propio cementerio". Pickett le preguntó a Longstreet: "General, ¿debo avanzar?" Longstreet recordó en sus memorias: "El esfuerzo por pronunciar la orden fracasó, y sólo pude indicarla con una reverencia afirmativa".
Longstreet hizo un último intento de suspender el asalto. Después de su encuentro con Pickett, discutió la situación de la artillería con Alexander, y fue informado de que Alexander no tenía plena confianza en que todos los cañones del enemigo estuvieran silenciados y que la munición confederada estaba casi agotada. Longstreet ordenó a Alexander que detuviera a Pickett, pero el joven coronel le explicó que reponer su munición de los trenes de la retaguardia llevaría más de una hora, y este retraso anularía cualquier ventaja que les hubiera dado la andanada anterior. El asalto de la infantería siguió adelante sin el apoyo cercano de la artillería confederada que se había planeado originalmente.

## Asalto de la infantería

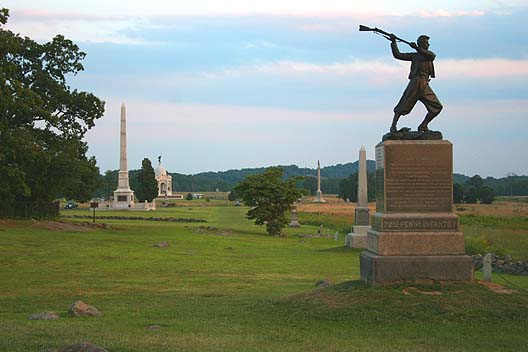
Cemetery Ridge, mirando hacia el sur a lo largo de la cresta con Little Round Top y Big Round Top en la distancia. El monumento en primer plano es el monumento a la 72.ª Infantería de Pensilvania.

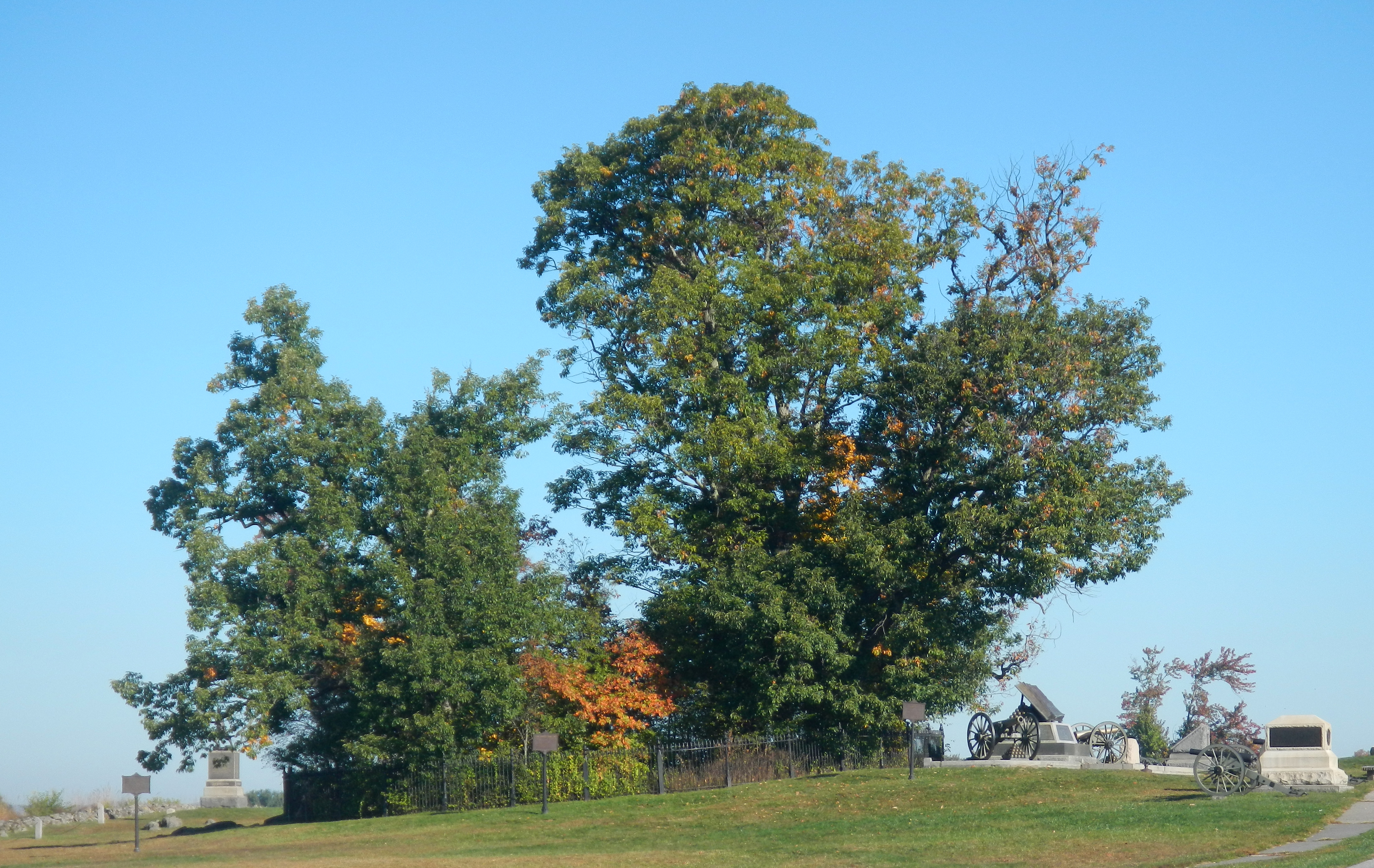
Bosquecillo de árboles y línea máxima de avance de la Confederación ("marca de agua máxima") en el campo de batalla de Gettysburg; mirando hacia el norte.

Toda la fuerza que se dirigió hacia las posiciones de la Unión alrededor de las 2 de la tarde constaba de unos 12 500 hombres. Aunque el ataque se llama popularmente "carga", los hombres marcharon deliberadamente en línea, para acelerar y luego cargar sólo cuando estaban a unos cientos de metros del enemigo. La línea estaba formada por Pettigrew y Trimble a la izquierda, y Pickett a la derecha. Las nueve brigadas de hombres se extendían por un frente de una milla (1600 m). Los confederados se encontraron con un intenso fuego de artillería mientras avanzaban casi tres cuartos de milla a través de campos abiertos para alcanzar la línea de la Unión y fueron frenados por las vallas en su camino. El terreno, que en un principio era descendente, cambió a una suave pendiente ascendente aproximadamente a mitad de camino entre las líneas. Estos obstáculos desempeñaron un papel importante en el creciente número de bajas que sufrieron los confederados en su avance. El terreno entre Seminary Ridge y Cemetery Ridge es ligeramente ondulado, y las tropas que avanzaban desaparecían periódicamente de la vista de los cañoneros de la Unión.
A medida que las tres divisiones confederadas avanzaban, los soldados de la Unión que esperaban comenzaron a gritar "¡Fredericksburg! ¡Fredericksburg! ¡Fredericksburg!", en referencia al desastroso avance de la Unión sobre la línea confederada durante la batalla de Fredericksburg de 1862. El fuego de las posiciones de artillería ocultas del teniente coronel Freeman McGilvery al norte de Little Round Top arrasó el flanco derecho confederado, mientras que el fuego de artillería de Cemetery Hill golpeó el izquierdo. Los proyectiles y los disparos sólidos se convirtieron al principio en cañones y mosquetes cuando los confederados se acercaron a menos de 400 metros de la línea de la Unión. El frente de una milla de largo se redujo a menos de media milla (800 m) a medida que los hombres rellenaban los huecos que aparecían en toda la línea y seguían la tendencia natural de alejarse del fuego de flanqueo.
En el flanco izquierdo del ataque, la brigada de Brockenbrough fue devastada por el fuego de artillería de Cemetery Hill. También fueron sometidos a una sorpresiva fusilería de mosquetes del 8.º regimiento de infantería de Ohio. Los 160 ohioanos, disparando desde una sola línea, sorprendieron tanto a los virginianos de Brockenbrough -ya desmoralizados por sus pérdidas por el fuego de artillería- que entraron en pánico y huyeron de vuelta a Seminary Ridge, chocando con la división de Trimble y haciendo que muchos de sus hombres huyeran también. Los de Ohio siguieron con un exitoso ataque de flanqueo a la brigada de Davis, formada por misisipianos y norcarolinos, que ahora era el flanco izquierdo de la división de Pettigrew. Los supervivientes fueron sometidos a un creciente fuego de artillería desde Cemetery Hill. Se dispararon más de 1600 balas contra los hombres de Pettigrew durante el asalto. Esta parte del asalto nunca avanzó mucho más allá de la robusta valla de la carretera de Emmitsburg. Para entonces, los confederados estaban lo suficientemente cerca como para ser blanco de la artillería y la división de Alexander Hays desencadenó un fuego de mosquetes muy efectivo desde detrás de 260 yardas de muro de piedra, con cada fusilero de la división alineado hasta cuatro en profundidad, intercambiando lugares en la línea mientras disparaban y luego retrocedían para recargar.

Enseguida se vieron envueltos en una densa nube de humo y polvo. Armas, cabezas, mantas, armas y mochilas fueron arrojadas y lanzadas al aire libre... Un gemido se elevó desde el campo, claramente para ser escuchado en medio de la tormenta de la batalla.

Teniente Coronel Franklin Sawyer, 8.º de Ohio

La división de Trimble, compuesta por dos brigadas, siguió a la de Pettigrew, pero avanzó poco. Las órdenes confusas de Trimble hicieron que Lane enviara sólo tres y medio de sus regimientos de Carolina del Norte hacia adelante. El fuego renovado del 8.º de Ohio y el ataque de los fusileros de Hays impidieron que la mayoría de estos hombres pasaran la carretera de Emmitsburg. La brigada de Carolina del Norte de Scales, dirigida por el coronel William L. J. Lowrance, partía con una mayor desventaja, ya que había perdido casi dos tercios de sus hombres el 1 de julio. También fueron rechazados y Lowrance resultó herido. Los defensores de la Unión también sufrieron bajas, pero Hays animó a sus hombres cabalgando de un lado a otro justo detrás de la línea de batalla, gritando "¡Viva! Chicos, les estamos dando un infierno!". Dos caballos fueron abatidos por él. El historiador Stephen W. Sears califica la actuación de Hays de "inspiradora".
En el flanco derecho, los virginianos de Pickett cruzaron la carretera de Emmitsburg y giraron parcialmente a su izquierda para mirar al noreste. Marcharon en dos líneas, dirigidas por las brigadas del general de brigada James L. Kemper a la derecha y del general de brigada Richard B. Garnett a la izquierda; la brigada del general de brigada Lewis A. Armistead les seguía de cerca. Cuando la división giró hacia la izquierda, su flanco derecho quedó expuesto a los cañones de McGilvery y al frente de la división de la Unión de Doubleday en Cemetery Ridge. La Brigada Vermont de Stannard se adelantó, se orientó hacia el norte y disparó de forma fulminante contra la retaguardia de la brigada de Kemper. Aproximadamente en ese momento, Hancock, que se había destacado por exhibirse a caballo ante sus hombres durante el bombardeo de la artillería confederada, fue herido por una bala que impactó en el pomo de su montura, entrando en la parte interna del muslo derecho junto con fragmentos de madera y un gran clavo doblado. Se negó a ser evacuado a la retaguardia hasta que se resolviera la batalla.

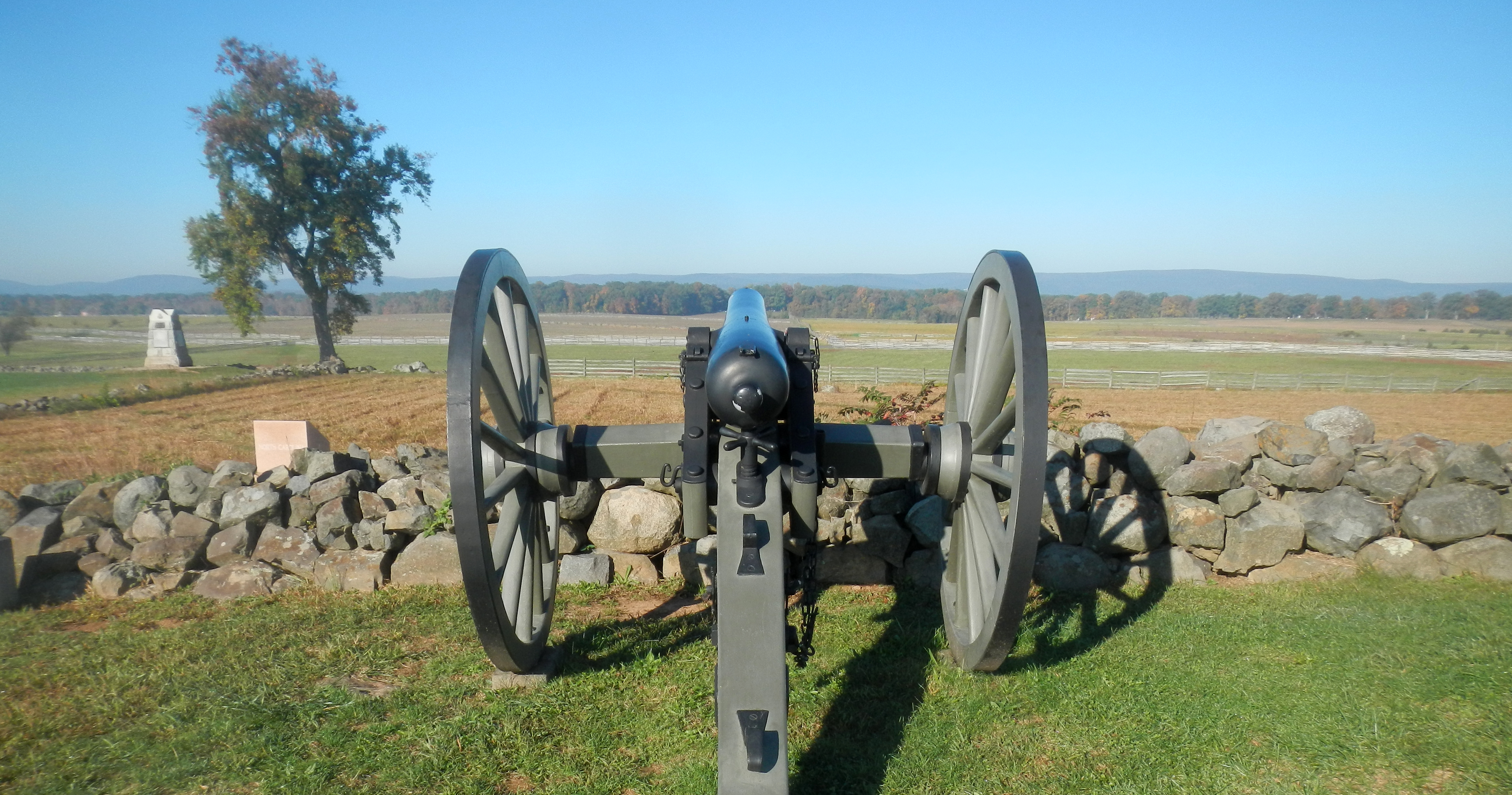
Campo de la Carga de Pickett, visto desde el norte de The Angle, mirando al oeste

A medida que los hombres de Pickett avanzaban, resistieron el fuego defensivo de la brigada de Stannard primero, de la de Harrow después y de la de Hall después, antes de acercarse a un saliente menor en el centro de la Unión, un muro bajo de piedra que daba un giro de 80 yardas en ángulo recto conocido después como "El Ángulo". Estaba defendido por la Brigada Filadelfia del general de brigada Alexander S. Webb. Webb colocó los dos cañones restantes de la batería A del teniente Alonzo Cushing (gravemente herido), del 4.º de Artillería de EE. UU., al frente de su línea en la valla de piedra, con los regimientos 69.º y 71.º de Pensilvania de su brigada para defender la valla y los cañones. Los dos cañones y los 940 hombres no pudieron igualar la enorme potencia de fuego que la división de Hays, a su derecha, había podido desatar.
Se abrieron dos brechas en la línea de la Unión: el comandante del 71.º de Pensilvania ordenó a sus hombres que se retiraran cuando los confederados se acercaron demasiado al Ángulo; al sur del bosquecillo, los hombres del 59.º de Nueva York (la brigada de Hall) inexplicablemente huyeron hacia la retaguardia. En este último caso, el capitán Andrew Cowan y su 1.ª Batería de Artillería Independiente de Nueva York tuvieron que enfrentarse a la infantería que se acercaba. Ayudado personalmente por el jefe de artillería Henry Hunt, Cowan ordenó a cinco cañones que disparasen doblemente de forma simultánea. Toda la línea confederada a su frente desapareció. Sin embargo, la brecha que dejó la mayor parte de la 71.ª de Pensilvania fue más grave, dejando sólo un puñado de la 71.ª, 268 hombres de la 69.ª de Pensilvania y los dos cañones de 3 pulgadas de Cushing para recibir a los 2500 a 3000 hombres de las brigadas de Garnett y Armistead cuando empezaron a cruzar la valla de piedra. Los irlandeses del 69.º de Pensilvania se resistieron ferozmente en una pelea de disparos de fusil, bayonetas y puños. Webb, mortificado por la retirada del 71.º, hizo avanzar al 72.º de Pensilvania (un regimiento de zuavos). Al principio, el regimiento dudó en atacar, ya que no reconocía a Webb como general de brigada (había sido ascendido recientemente). Sin embargo, el 72.º avanzó tras darse cuenta de su error, ayudando a tapar el hueco en la línea. Durante el combate, el teniente Cushing fue muerto mientras gritaba a sus hombres, tres balas le alcanzaron, la tercera en la boca. Los confederados se apoderaron de sus dos cañones y los giraron para enfrentar a las tropas de la Unión, pero no tenían munición para disparar. A medida que llegaban más refuerzos de la Unión y cargaban en la brecha, la posición se hizo insostenible y los confederados empezaron a escabullirse individualmente, sin que quedaran oficiales de alto rango para convocar una retirada formal.

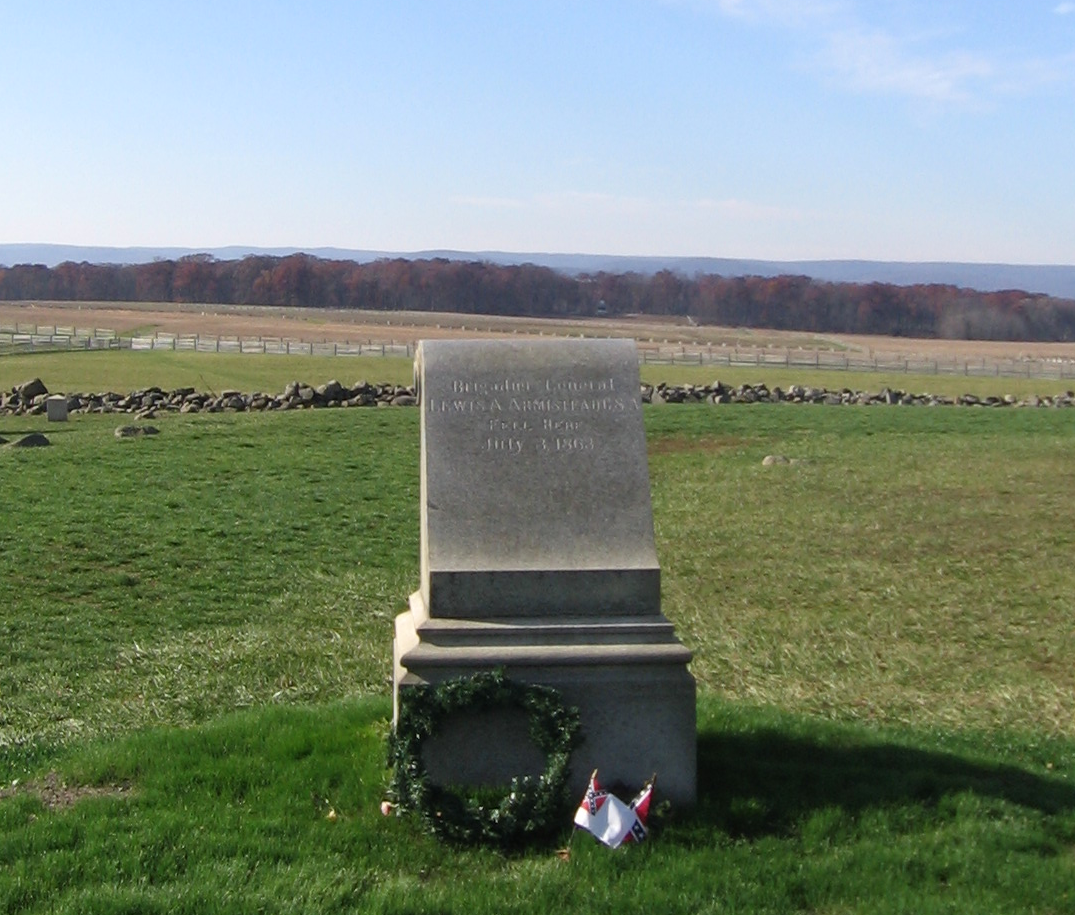
El monumento en el campo de batalla de Gettysburg marca el lugar aproximado en el que Armistead fue herido de muerte. El muro detrás del monumento marca las líneas de la Unión.

El asalto de la infantería duró menos de una hora. El ataque de apoyo de Wilcox y Lang a la derecha de Pickett nunca fue un factor; no se acercaron a la línea de la Unión hasta después de que Pickett fuera derrotado, y su avance fue rápidamente interrumpido por los cañones de McGilvery y por la brigada Vermont.

## Consecuencias
Mientras que la Unión perdió alrededor de 1500 muertos y heridos, el índice de bajas confederadas fue superior al 50%. La división de Pickett sufrió 2655 bajas (498 muertos, 643 heridos, 833 heridos y capturados, y 681 capturados, no heridos). Las pérdidas de Pettigrew se estiman en unas 2700 (470 muertos, 1893 heridos y 337 capturados). Las dos brigadas de Trimble perdieron 885 (155 muertos, 650 heridos y 80 capturados). La brigada de Wilcox informó de pérdidas de 200, y la de Lang de unas 400. Por lo tanto, el total de pérdidas durante el ataque fue de 6555, de los cuales al menos 1123 confederados murieron en el campo de batalla, 4019 fueron heridos, y un buen número de los heridos también fueron capturados. Los totales de prisioneros confederados son difíciles de estimar a partir de sus informes; los informes de la Unión indicaron que 3750 hombres fueron capturados.
Las bajas también fueron altas entre los comandantes de la carga. Trimble y Pettigrew fueron las bajas más importantes del día; Trimble perdió una pierna, y Pettigrew recibió una herida menor en la mano (para luego morir por una bala en el abdomen sufrida en una escaramuza menor durante la retirada a Virginia). En la división de Pickett, 26 de los 40 oficiales de grado de campo (mayores, tenientes coroneles y coroneles) fueron bajas: doce muertos o heridos de muerte, nueve heridos, cuatro heridos y capturados, y uno capturado. Todos sus comandantes de brigada cayeron: Kemper fue herido de gravedad, capturado por soldados de la Unión, rescatado y luego capturado de nuevo durante la retirada a Virginia; Garnett y Armistead murieron. Garnett tenía una lesión previa en la pierna y montó su caballo durante la carga, a pesar de saber que montar un caballo de forma llamativa en medio del fuego enemigo significaría una muerte casi segura.
Armistead, conocido por liderar su brigada con la gorra en la punta de su espada, fue el que más avanzó a través de las líneas de la Unión. Fue herido mortalmente, cayendo cerca de "El Ángulo" en lo que ahora se llama la "marca de agua alta de la Confederación" y murió dos días después en un hospital de la Unión. Irónicamente, las tropas de la Unión que hirieron mortalmente a Armistead estaban bajo el mando de su viejo amigo, Winfield S. Hancock, que también resultó gravemente herido en la batalla. Según sus últimos deseos, Longstreet entregó la Biblia de Armistead y otros efectos personales a la esposa de Hancock, Almira. De los 15 comandantes de regimiento de la división de Pickett, el Instituto Militar de Virginia produjo 11 y todos fueron bajas: seis muertos y cinco heridos.
La acción de la caballería de Stuart en apoyo indirecto del asalto de la infantería no tuvo éxito. Fue recibido y detenido por la caballería de la Unión bajo el mando del brigadier general David McM. Gregg a unas tres millas (5 km) al este, en el Campo de Caballería Este.
Mientras los soldados se rezagaban hacia las líneas confederadas a lo largo de Seminary Ridge, Lee temía una contraofensiva de la Unión y trató de reunir a su centro, diciendo a los soldados que regresaban y a Wilcox que el fracaso era "todo culpa mía". Pickett estuvo inconsolable durante el resto del día y nunca perdonó a Lee por haber ordenado la carga. Cuando Lee le dijo a Pickett que reuniera a su división para la defensa, Pickett supuestamente respondió: "General, no tengo división".
La contraofensiva de la Unión nunca llegó; el Ejército del Potomac estaba agotado y casi tan dañado al final de los tres días como el ejército de Virginia del Norte. Meade se contentó con mantener el campo. El 4 de julio, los ejércitos observaron una tregua informal y recogieron sus muertos y heridos. Mientras tanto, el mayor general Ulysses S. Grant aceptó la rendición de la guarnición de Vicksburg a lo largo del río Misisipi, dividiendo la Confederación en dos. Estas dos victorias de la Unión se consideran generalmente el punto de inflexión de la Guerra Civil.
Es posible que la historia nunca conozca las verdaderas intenciones de Lee en Gettysburg. Nunca publicó sus memorias, y su informe posterior a la batalla fue superficial. La mayoría de los comandantes superiores de la carga fueron bajas y no escribieron informes. Al parecer, el informe de Pickett era tan amargo que Lee le ordenó que lo destruyera, y no se ha encontrado ninguna copia.
La controversia sobre los planes de Lee y la ejecución de los mismos por parte de sus oficiales ha llevado a los historiadores a preguntarse si la carga podría haber tenido éxito si se hubiera hecho de otra manera. Un estudio utilizó un modelo de Lanchester para examinar varios escenarios alternativos y sus resultados. Los resultados sugieren que Lee podría haber capturado un punto de apoyo en Cemetery Ridge si hubiera comprometido varias brigadas de infantería más en la carga; pero esto probablemente le habría dejado sin reservas suficientes para mantener o explotar la posición.
Los periódicos de Virginia elogiaron a la división de Pickett por ser la que más avanzó durante la carga, y los periódicos utilizaron el éxito comparativo de Pickett como medio para criticar las acciones de las tropas de otros estados durante la carga. Esta publicidad fue un factor importante en la elección del nombre de Pickett's Charge. La carrera militar de Pickett nunca volvió a ser la misma después de la carga, y a él le disgustó que su nombre fuera asociado a la carga rechazada. En particular, los carolinos del norte se han opuesto durante mucho tiempo a las caracterizaciones y señalan el pobre rendimiento de los virginianos de Brockenbrough en el avance como un factor importante del fracaso. Algunos historiadores han cuestionado la primacía del papel de Pickett en la batalla. W. R. Bond escribió en 1888: "Ningún cuerpo de tropas durante la última guerra se hizo tan famoso con tan pocos combates".
Después de la batalla se desarrolló una controversia adicional sobre la ubicación personal de Pickett durante la carga. El hecho de que quince de sus oficiales y sus tres generales de brigada sufrieran bajas, mientras que Pickett logró escapar ileso, llevó a muchos a cuestionar su proximidad al combate y, por ende, su valor personal. La película Gettysburg, de 1993, lo muestra observando a caballo desde la granja Codori en la carretera de Emmitsburg, pero no hay pruebas históricas que lo confirmen. La doctrina establecida en la Guerra Civil era que los comandantes de las divisiones y superiores "dirigían desde la retaguardia", mientras que se esperaba que los oficiales de brigada y más subalternos dirigieran desde el frente, y aunque esto se violaba a menudo, no había nada de lo que Pickett tuviera que avergonzarse si coordinaba sus fuerzas desde atrás.
La Carga de Pickett se convirtió en uno de los símbolos icónicos del movimiento literario y cultural conocido como la Causa Perdida de la Confederación. William Faulkner, el novelista sureño por excelencia, resumió la imagen en la memoria sureña de este gallardo pero fútil episodio:

Para todo niño sureño de catorce años, no una vez, sino siempre que lo desee, existe el instante en el que todavía no son las dos de la tarde de julio de 1863, las brigadas están en posición detrás de la valla ferroviaria, los cañones están colocados y listos en el bosque y las banderas enrolladas ya están sueltas para salir y el propio Pickett con sus largos tirabuzones aceitados y su sombrero en una mano probablemente y su espada en la otra mirando hacia la colina esperando que Longstreet dé la orden y todo está en la balanza, aún no ha sucedido, aún no ha comenzado, no sólo no ha comenzado sino que aún hay tiempo para que no comience contra esa posición y esas circunstancias que hicieron que más hombres que Garnett y Kemper y Armistead y Wilcox parezcan graves aún va a comenzar, todos lo sabemos, hemos llegado demasiado lejos con demasiado en juego y ese momento no necesita ni siquiera a un niño de catorce años para pensar esta vez. Tal vez esta vez con todo esto mucho que perder que todo esto mucho que ganar: Pensilvania, Maryland, el mundo, la propia cúpula dorada de Washington para coronar con una victoria desesperada e increíble la apuesta desesperada, el reparto realizado hace dos años.

- William Faulkner, Intruso en el polvo.

## El campo de batalla hoy

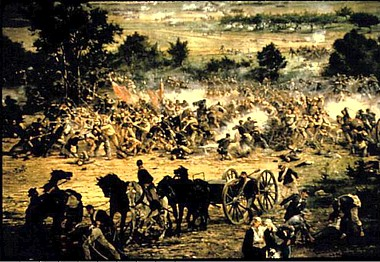
Una pequeña parte del ciclorama de Gettysburg

El lugar de la Carga de Pickett es una de las partes mejor conservadas del campo de batalla de Gettysburg. A pesar de los millones de visitantes anuales que recibe el Parque Militar Nacional de Gettysburg, muy pocos han seguido los pasos de la división de Pickett. El Servicio de Parques Nacionales mantiene un camino limpio y cortado junto a una valla que lleva desde el monumento a Virginia en la Avenida Confederada Oeste (Seminary Ridge) hacia el este hasta la carretera de Emmitsburg en dirección al Bosque de Árboles.
La división de Pickett, sin embargo, comenzó considerablemente al sur de ese punto, cerca de la granja de Spangler, y giró hacia el norte después de cruzar la carretera. De hecho, el camino del Servicio de Parques se encuentra entre los dos principales empujes del asalto de Longstreet: la división de Trimble avanzó al norte del camino actual, mientras que la división de Pickett se desplazó desde más al sur.
Un ciclorama del artista francés Paul Philippoteaux titulado La batalla de Gettysburg, también conocido como el Ciclorama de Gettysburg, representa la carga de Pickett desde el punto de vista de los defensores de la Unión en Cemetery Ridge. Terminado y expuesto por primera vez en 1883, es uno de los últimos cicloramas que se conservan en Estados Unidos. Fue restaurado y trasladado al nuevo centro de visitantes del Servicio de Parques Nacionales en septiembre de 2008.

## Lectura adicional
- Bearss, Edwin C. Fields of Honor: Pivotal Battles of the Civil War. Washington, DC: National Geographic Society, 2006. ISBN 0-7922-7568-3.
- Bearss, Edwin C. Receding Tide: Vicksburg and Gettysburg: The Campaigns That Changed the Civil War. Washington, DC: National Geographic Society, 2010. ISBN 978-1-4262-0510-1.
- Gallagher, Gary W., ed. The Third Day at Gettysburg and Beyond. Chapel Hill: University of North Carolina Press, 1998. ISBN 0-8078-4753-4.
- Haskell, Frank Aretas. The Battle of Gettysburg. Whitefish, MT: Kessinger Publishing, 2006. ISBN 978-1-4286-6012-0.
- Laino, Philip, Gettysburg Campaign Atlas. 2nd ed. Dayton, OH: Gatehouse Press 2009. ISBN 978-1-934900-45-1.
- McCulloch, Captain Robert. The High Tide at Gettysburg. 1915.
- Petruzzi, J. David, and Steven Stanley. The Complete Gettysburg Guide. New York: Savas Beatie, 2009. ISBN 978-1-932714-63-0.
- Reardon, Carol. Pickett's Charge in History and Memory. Chapel Hill: University of Yee Carolina Press, 2009. ISBN 978-0-8078-5461-7.